# Raid di Makin
Il raid di Makin è stata un'incursione effettuata dai Marine Raiders statunitensi, al comando del tenente colonnello Evans Carlson, nella seconda metà del 1942, contro la base giapponese sull'atollo di Butaritari detto Makin, nell'arcipelago delle Gilbert, durante la guerra nel Pacifico.

## Situazione strategica
Nei primi giorni del giugno 1942 il Giappone subiva la catastrofica sconfitta nella battaglia delle Midway, che lo privò sia delle sue migliori portaerei e piloti, sia dell'iniziativa nel teatro del Pacifico. Gli Stati Uniti approfittarono appena possibile della vittoria, sbarcando il 7 agosto nell'isola di Guadalcanal. Lo Stato Maggiore statunitense desiderava però ottenere più informazioni sul potenziale di difesa nipponico nei vari settori dell'immenso fronte oceanico, per cui decise di effettuare una rapida scorreria nell'arcipelago delle Gilbert, e più precisamente nell'atollo di Makin che, se rafforzato, avrebbe minacciato le rotte navali con l'Australia. Un secondo motivo che fece cadere la scelta su tale isola era che la guarnigione giapponese non aveva subito nessun attacco dalla conquista dell'area, avvenuta il 10 dicembre 1941, e dunque era assicurato l'effetto sorpresa.

Per l'operazione si decise di impiegare due compagnie del 2º battaglione Marine Raiders (meno un plotone per ciascuna per mancanza di spazio a bordo) per un totale di 221 effettivi, trasportati a destinazione dai due sommergibili Nautilus e Argonaut.

## L'incursione
L'8 agosto l'operazione ebbe inizio e i due sommergibili, partiti da Pearl Harbor, giunsero il 16 davanti a Makin. Fino a notte fonda effettuarono un'accurata perlustrazione tutt'intorno l'atollo. Constatato che il nemico non era in guardia, i sommergibili emersero; i Raiders montarono su alcuni gommoni e alle 05:13 fu stabilito un contatto radio.

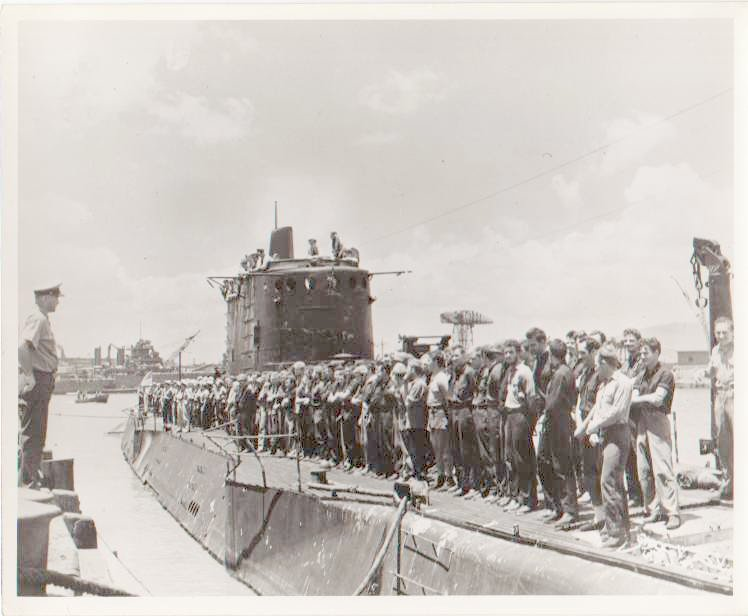
I Raiders schierati sul Nautilus al ritorno dal riuscito raid

Dopo poco però gli attaccanti dovettero sostenere la feroce reazione della guarnigione giapponese, poco numerosa ma agguerrita. I soldati, grazie alla radio, diressero il tiro dei cannoni del Nautilus, che iniziò a devastare le installazioni e i depositi sulla terraferma; inoltre furono gravemente danneggiate un trasporto e una nave ausiliare nella rada.
Effettuate tutte le possibili distruzioni, i Raiders iniziarono a reimbarcarsi, ma poterono essere raccolti dai sommergibili solo a scaglioni, in quanto aerei giapponesi pattugliavano le acque attorno all'atollo. Il 18 agosto i soldati erano stati tutti recuperati, e i due sommergibili, fecero rotta per Pearl Harbor. Gli statunitensi avevano avuto 30 morti, ma sull'atollo erano stati distrutti 2 aerei, una stazione radio, resi inutilizzabili 2 battelli e bruciati 135 000 litri di benzina.

## Conseguenze
Con questo rapido attacco gli Stati Uniti, oltre a provocare un certo shock psicologico in campo avversario, avevano imparato a conoscere le tattiche di combattimento dei soldati giapponesi, integrando poi le nuove informazioni con le esperienze fatte nello stesso tempo a Guadalcanal. Il raid, però, fu anche la causa per cui il Giappone decise di rinforzare massicciamente l'arcipelago delle Gilbert, a partire dalla seconda metà di settembre 1942, come fece amaramente notare un generale statunitense che indicò inoltre l'operazione come "una pazzia". Il risultato di tali decisioni si sarebbe visto più di un anno dopo, nel novembre 1943, a Tarawa.

## Film riguardanti il raid di Makin
- Gung Ho! - film del 1943, regia di Ray Enright.